# Dlouhohlávkovití
Dlouhohlávkovití (Dermatemydidae) jsou čeleď želv. Čeleď pojmenoval John Edward Gray v roce 1870. Jediným dosud žijícím druhem je dlouhohlávka mexická (rod Dermatomys).

## Rody
- Baptemys †
- Dermatomys
- Gomphochelys †
- Notomorfa †

† značí vyhynulý rod